# Cetvadászok
A Czetvadászok (Les Histoires de Jean-Marie Cabidoulin) regényt Jules Verne 1899-ben három hónap alatt írta meg. Címnek a Tengeri kígyó-t szánta, de a kiadó, Pierre-Jules Hetzel kérésére azt módosította. Először folytatásokban a Magasin d'éducation et de récréation folyóirat közölte 1901. július 1. és december 15 között, majd Hetzel adta ki könyv formájában 1901. november 21-én önállóan, illetve a Város a levegőben regénnyel egy kötetben. 1937-ben és 1980-ban a francia kiadás címe A tengeri kígyó (Le Serpent de mer) volt.

## Tartalom
Az 1863-ban kezdődő történetben a francia Havre városából cetvadászra indulna a Saint-Enoch hajó, de nincs kádárjuk és orvosuk, így lassan lekésik a vadász-szezont. Ám egy szerencsés véletlen teremt hajóorvost, a kapitány pedig vonakodva felfogadja Cabidoulin János Máriát hajó-kádárnak. A vonakodás oka, hogy Cabidoulin vészmadár, folyamatosan hajó süllyedésről, tengeri szörnyekről beszél. Cabidoulin ezenkívül idős ember, már inkább egy műhelyben dolgozna, ám az orvos és a kapitány rábeszélik, hogy vállaljon el egy utolsó tengeri utat. A hajó a lehető leggyorsabb úton kihajóz, és pár hónap múlva, még épp időben, megérkezik Új-Zéland keleti partjaihoz. Megkezdik a bálna-vadászatot, Cabidoulin ontja a negatív megjegyzéseit…
|  | Alább a cselekmény részletei következnek! |

Naturalista részletességgel írja le Verne, hogy vadásszák le a ceteket, hogy darabolják fel, és főzik ki a zsírjukt, nyerik ki minden használható részüket. A vadászathoz a hajó hat csónakjából használnak néhányat, a csónakoknak vitorlája is van, hogy a bálnát követhessék, A csónakokat a kapitány, helyettese vagy a hadnagyok irányítják, néhány evezős mellett az orrban helyet foglaló szigonyos alkotja a legénységet. A megölt állatot a hajóhoz vontatják, láncokkal odakötik, majd a fejétől kezdve feldarabolják. A darabokat a fedélzet közepén, az árbócok közti részen felállított tűzhelyeken megfőzik, a kiolvadt zsír egyenesen a raktérben levő hordókba folyik. A hordók kezeléséhez nélkülözhetetlen a kádár a hajón. Egy bálna 50-250 hordó zsírt ad le, a hajó kétezer hordót vitt magával. A nagy testű ceteket évszázadokon át vadászták olajukért, húsukért, sziláikért. Az ámbráscetet a beleiben található, illatszerek alapanyagául szolgáló ámbráért is vadászták.
A vadászat Új-Zéland partjainál nem túl sikeres, ezért felhajóznak Észak-Amerika partjaihoz. Számtalan másik cetvadászhajóval találkoznak, az angol Repton-nal többször is összefutnak, amellyel ellenséges viszony alakul ki. Az amerikai-partoknál sem találnak túl sok cetet, ezért még északabbra szándékoznak hajózni. Egy helybeli azt javasolja, hogy ejtsék útban Vancouvert, mert ott most nagyon jó áron lehet eladni a cetzsírt. Roppant jó üzletet kötnek a Vancouverben, és tovább indulnak Észak-Amerika partjai mentén. Itt esnek át az első, Cabidoulin jövendölését alátámasztó kalandon.
A szörnyeteg - úgy van: ez volt a tengeri kígyó! - körülbelül három mérföldnyire kanyargott, siklott a tenger színén. Fején - ha ugyan feje volt az a magasan kiálló roppant gömb, hosszú sörény látszott libegni, épp úgy, mint a hogy a norvég legendák leírják a szörnyű tengeri kígyót.
Semmi egyéb, mint egy óriási alga, vagy tengeri moszat, a melynek szálas, bozontos gyökerét a szörnyeteg fejének nézték: - ugyanaz történt a Saint-Enoch legénységével is, a mi a Fekinggel, mely 1844-ben szintén tengeri kígyónak nézett egy ilyen algát.
Az Ohotszki-tengeren folytatják a halászatot, nem sok sikerrel, de elejtenek egy hosszan üldözött bálnát. Az üldöző csónakot vagy félórán át heves, semmiből támadt hullámzás rázza, a matrózok nem lelik rá a magyarázatot. Rövid kamcsatkai kitérő után visszatérnek a tengerre, ahol az angol Repton-nal akadnak össze, egyszerre szigonyoznak meg egy bálnát. A franciák hajójának előnyösebb pozíciója miatt az angolok kénytelen-kelletlen, lemondanak a zsákmányról. Amint matrózai visszatérnek, az angol hajó teljes sebességgel megindul a francia hajó felé, a Repton vélhetően fel akarja öklelni a Saint-Enoch-t.
Már egy mérföld sincs a két hajó között, amikor a semmiből érkező hatalmas hullám kapja fel a Saint-Enoch-t, és sodorja, sodorja, amíg meg nem feneklik a tenger közepén, ahol a térkép szerint a közelben sincs sem sziget, sem zátony. A másod-kapitány szerint tenger alatti rengés okozta az árhullámot és egy új zátony jött létre, amin fennakadt a hajó. A zátony nem nagyobb mint a hajó, megpróbálják levontatni, de nem járnak sikerrel. A Repton rosszabbul járt, elsüllyedt, a legénysége életben maradt része csónakon menekült meg, őket felveszi a zátonyon veszteglő Saint-Enoch.
A hajó váratlanul megmozdul, majd újra megfeneklik. A legénység pánikba esik, Cabidoulin a szörnyről prédikál, őt a kapitány vasra vereti. A hajót egy hatalmas hullám kapja fel, és sodorja észak felé, mind a három árbóc eltörik. Az őrült száguldás végén egy jéghegy vet véget, a hajó oldalára dőlve kicsúszik a jégtáblára, megmenekültek. Szánokat ácsolnak, hogy eljussanak a legközelebbi településre. De az út végére érve kiderül, hogy a tenger még nem fagyott be, élelmük viszont szinte teljesen elfogyott. Meglátnak egy bálnavadász hajót, amely észreveszi őket, felveszi a Saint-Enoch és a Repton megmaradt legénységét.
Hanem az bizonyos, hogy Cabidoulin János Máriának csakugyan ez volt az utolsó útja.
|  | Itt a vége a cselekmény részletezésének! |

## Fejezetek
1. A megkésett elutazás.
2. A «Saint-Enoch».
3. Új-Zeeland keleti partja mentén.
4. A Csöndes tengeren.
5. A Szent-Margit-öböl.
6. Vancouver.
7. A második kirándulás.
8. Az Okhoczki-tengerben.
9. Kamcsatkában.
10. Két vadász, egy vad.
11. Angolok és francziák.
12. A megfeneklés.
13. A mozgó zátony.
14. Észak felé.
15. Befejezés.

## Értékelés
Még egyszer felcsillan az igazi játékos humor Antifer mester halvány utódának, a Le Havre-i hajókádárnak történetében, akit nem is szívesen vesznek föl a hajóra, mert igazi vészmadár s különösen a tengeri kígyótól fél. A Cetvadászok egyetlen tárgya a tengeri kígyó mondájának észszerű magyarázata. Hőseink egyszer egy hosszú tengeri algát vélnek tengeri kígyónak, majd egy sebes hullámot, mely hajójukat a jégzátonyon összezúzza. Az kontrapontokat az angolok gőgje szolgáltatja. Érdekes, hogy itt — szokásától eltérőlég — nem kirajzol valamely tudományos lehetőséget, hanem éppen eloszlat egy hiedelmet: nem teremt fantáziájával, hanem mások fantáziájának termékét pusztítja el.
Összehasonlítva a kézirattal, amelyben a narrátor a tudományos magyarázatot pártolja, a megjelent változatban Jules Verne inkább a rejtélyt részesítette előnyben és hangsúlyozta.

## Szereplők
- Bourcart, a Saint-Enoch kapitánya
- Brunel, havre-i polgár
- Sinoquet, a Saint-Enoch régi orvosa
- Heurtaux, a Saint-Enoch másod kapitánya
- Filhiol, a Saint-Enoch orvosa
- Cabidoulin János Mária, a Saint-Enoch kádárja
- Coquebert, a Saint-Enoch első hadnagya
- Allotte, a Saint-Enoch második hadnagya
- Ollive Mathurin, a Saint-Enoch vitorlamestere
- Ferut, a Saint-Enoch hajó-ácsa
- Thomas, a Saint-Enoch hajókovácsa
- Gastinet, a Saint-Enoch egyik kormányosa
- Ducrest,  a Saint-Enoch egyik szigonyosa
- King, a Repton kapitánya
- Stroke, a Repton hadnagya
- Forth, az Irwing kapitánya
- Morris, a World kapitánya
- William Hope, vancouveri kereskedő

Verne jellemzően földrajzi nevekből alkot személyneveket, de ebben a regényben nem így járt el. Ugyan Verne édesanyja 1887-es halálát követően többet nem járt Nantes-ban, de ennek a regényének számos szereplőjét nevezte el Nantes-i kötődése okán.  A névadók: Jean-Marie Cabidoulin (nyugdíjas tengerész, kocsma-tulajdonos), Allotte (Verne unokatestvére), Ducrest (Jules testvérének, Anna Vernének férje), Ollive (Jules Verne hajójának, a Saint-Michel III-nak a kapitánya), Bourcart és Coquebert két régi Nantes-i ismerős.

## Érdekességek
- „Valamikor a czetek, bálnák és busaszöketők szinte egymást érték az Atlanti-óczeán e részeiben, de az ember oly hevesen üldözte, pusztította a nagy tengeri emlősöket, hogy számuk fölötte megfogyatkozott, s az állatok dél felé, csöndesebb vidékre vonultak.“[7]

- A Cetvadászok a világ óceánjain megtett út tekintetében a Grant kapitány gyermekei és a Nemo kapitány regényekhez mérhető.

- "A major, a hová az angol révkalauz vezette őket, egy bennszülött maori birtoka volt, a ki szívesen látta a vevőket, és jó pénzért mindent adott nekik."[8] Verne maori ábrázolása jelentős változáson esett át a Grant kapitány gyermekei 1868-as megírása óta.

- "Mert a Himalaya legmagasabb csúcsa, a Dava-lagiri, csak 8600 méter."[9]

- "Pár szekercze-csapás végzett a czápával, s ekkor a hajósok csupa kíváncsiságból fölbontották a gyomrát, hogy mi van benne. Hát biz ott elég hely lett volna a szegény Gastinet számára, bár sok lim-lom volt már benne: egy üres palaczk, három konzerv-doboz bádogból, sok kötélvég, rongy, egy elnyűtt hajó-seprű, különféle csontok, egy viaszos vászonköpönyeg, egy öreg halász-csizma s egy nagy rozsdás lakat."[9]

- "Aztán ott van a híres nagy fehér bálna, a Moby Dick, melyre a skót czetvadászok több mint kétszáz esztendeig vadásztak s ez idő alatt soha senki sem látta!"[9] A Moby Dick Herman Melville amerikai író 1851-ben megjelent regénye, amelynek fordítása megtalálható Verne könyvtárában.

- "... miért nem tenyésztik a bálnákat mesterségesen?" [1] és "Úgy van, a bálna-tejből, a mely épp olyan jó, mint a tehéné".[1] Arthur C. Clarke a ‚‘Delfinek szigete’’ regénye (1963) a delfinek és az emberek barátságának lehetőségeit járja körül, de szerző a tőle megszokott színvonalon beszél az óceáni bálnatenyésztésről.

- "Egy heves földrengés alkalmával, mely Peru partjain pusztított, az óczeán oly roppant hullámot vetett, mely a perui partoktól egész Ausztráliáig futott. E két mérföld hosszú hullám szédületes gyorsasággal rohant végig földünk felületének harmadrészén: sebességét száznyolczvanhárom méterre becsülték másodperczenkint, a mi óránkint hatszázötvennyolcz kilométert tesz!"[10] Verne tudományos magyarázata arra, milyen hullám ragadhatta el a Saint-Enoch-t.

- A regény erős angolellenes érzelmekkel bír, pedig Verne az angolokat szinte mindig pozitívan, barátsággal ábrázolta. A regény írásakor, 1899. március 21-én, francia-brit szerződést írtak alá a szudáni befolyási területek megosztásáról. Sok francia ezt megalázónak tartotta. [11]

### Tengeri kígyó
A regény központi eleme a tengeri kígyó észlelése. A hitelesség kedvéért Verne a következő mondatokat adja a tudomány embere, a hajóorvos Filhiol szájába:
"Pedig ez a mese épp oly régi, mint maga az ember! Már az ókorban is megtaláljuk nyomait... a Scylla és Charybdis legendájában... Aztán Plinius is beszél egy kétéltű kígyóról, a melynek kutya-feje, pikkelyes teste van és lerántja a hajókat a mélységbe... Tíz vagy tizenkét századdal később a norvég Pontoppidan püspök szintén leír egy tengeri szörnyeteget, melynek lófeje s oly nagy szarvai vannak, mint egy árbocz, a szemei feketék, a sörénye fehér, s ha fölbukik vagy lebukik, egész örvény támad körülötte... Aztán keletkeztek a mesék az óriási polipokról, fejlábúakról, a melyekről azt mondják, hogy egy-egy karjuk harmincz, negyven, száz láb hosszú: - holott az egész állat, a csápjait is számítva, legföljebb csak hetven-nyolczvan centiméter lehet!
Erik Pontoppidan könyvet jelentetett meg Norvégia természetrajzáról (Versuch einer natürlichen Geschichte Norwegens, 1752–53). 
„Halászaink általában azt állítják, hogy amikor több mérföldre kihajóznak, a kraken a tengerfenéken van” – írta Pontoppidon. "Eleinte buborékok törtek a felszínre, majd a tengeri élővilág menekült minden irányba, mintha a tenger minden hala egyszerre esett volna pánikba. Ezután egy nagy, sötét alak emelkedett a felszínre, és ha életben akartak maradni a tengerészek, ők is menekülőre fogták."
„Látják a szörnyeteget a felszínre jönni (…) háta, amely másfél mérföld körméretűnek tűnik, elsőre több kicsiny szigetnek látszik, körbevéve valamivel, amely hínárként lebeg; itt-ott egy nagyobb kiemelkedés is megfigyelhető, mintha homokos part lenne, végül pedig több világos pont vagy szarv is kiemelkedik, amelyek egyre vastagabbak, minél kijjebb emelkednek, és van, hogy olyan magasra, és olyan nagyra emelkednek, mint a közepes méretű hajók árbocai.”

## Magyar kiadások
- A czetvadászok, fordította: Zigány Árpád, Franklin, Budapest, 1902, a Verne Gyula összes munkái sorozatban
- Cetvadászok, fordította: Zigány Árpád, Alexandra, Pécs, 1994, ISBN 9638409614
- Unikornis, fordította: Zigány Árpád, Budapest, 2000, ISBN 9634272142 · Fordította: Zigány Árpád

## Feldolgozás
| Magyar cím      | Francia cím       | Forgatókönyv | Rajz              | Közlés helye | Közlés ideje       | Folytatások száma | Össz oldal | Képek száma | Típus, megjegyzés                                |
| --------------- | ----------------- | ------------ | ----------------- | ------------ | ------------------ | ----------------- | ---------- | ----------- | ------------------------------------------------ |
| A tengeri kígyó | Le serpent de mer | Solet        | Francois Bourgeon | Pajtás       | 1978.37. - 1979.1. | 2                 | 12         | 80          | tónusos, külföldi átvétel (Pif 466. és 959.)     |
| A tengeri kígyó | Le serpent de mer | Solet        | Francois Bourgeon | Kockás       | 1988.31.           | 1                 | 12         | 80          | színes rajz, külföldi átvétel (Pif 466. és 959.) |